# 알렉산드라 프리발로바

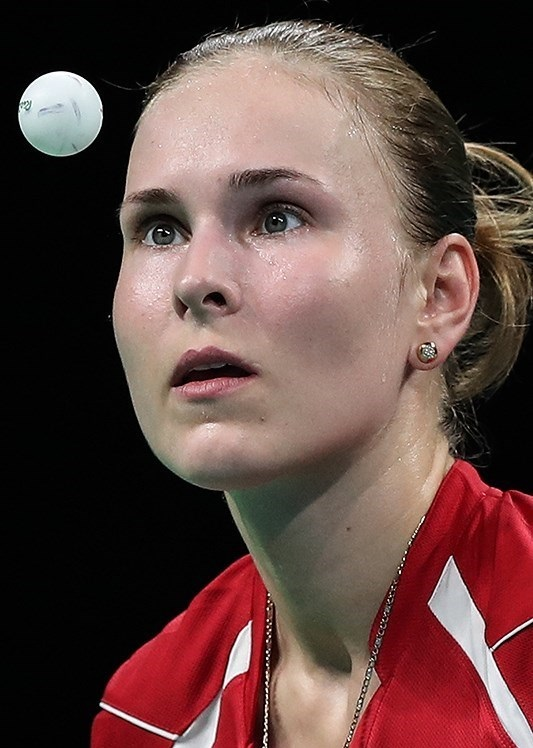

알렉산드라 프리발로바(Aleksandra Privalova, 1987년 10월 29일 ~ )는 벨라루스 민스크 출신으로 벨라루스의 탁구 선수다. 2006년 독일 브레멘 세계선수권대회에서 단체 동메달을 획득하였다.

## 참조
- 국제탁구연맹기록